# マイワーク
株式会社マイワークとは、東京都中央区八丁堀本社のある物流に特化した労働者派遣・業務請負会社である。全国に30拠点を持ち12万人の登録スタッフをかかえている。
大手物流企業に倉庫内作業スタッフをチーム制で派遣する部門と、荷主から物流管理業務（保管・配送・荷役）を請負う部門で成り立っている。自社で「物流センター」を運営する異色の人材サービス会社とも言える。

## 沿革
- 1999年 - 大阪府大阪市北区で設立。
- 2000年 - 東京都渋谷区に本社移転。
- 2007年 - 千葉物流センター開設。
- 2007年 - 現在の東京都中央区に本社移転。